# Кеши-сукта
Кеши-сукта (санскр. केशीनसूक्त, IAST: keśin sūkta — «Гимн косматым») — гимн «Ригведы» (10.136), посвященный кешинам — скитающимся аскетам со спутанными длинным волосами, тела которых покрыты священным пеплом. Они живут в гармонии с природой и со всеми живыми существами.
Перевод с санскрита Елизаренковой Т. Я.:

Косматый (несёт) огонь, косматый (несёт) яд, косматый несёт две половины вселенной.

Косматый (делает, чтоб) мир увидел солнце. Косматый зовется этим светилом.

Аскеты, подпоясанные ветром, одеваются в коричневые грязные одежды.

Они следуют порыву ветра, когда боги вошли (в них).

«Возбужденные состоянием аскета, мы оседлали ветры.

Только тела наши вы, смертные, видите перед собою».

Он летит по воздуху, глядя вниз на все формы.

Аскет каждому богу добрый друг, готовый на благое деяние.

Конь Ваты, друг Ваю, вот аскет, подстегнутый богами.

Он живёт возле двух морей: которое восточное и (которое) западное.

Странствуя тропой Апсарас, Гандхарвов, диких зверей,

Аскет понимает (их) волю: он их милый, самый привлекательный друг.

Ваю для него сбивал (напиток), Кунаннама выдавливала,

Когда косматый из сосуда с ядом пил вместе с Рудрой.
Оригинальный текст (санскрит)
के॒श्य॒॑ग्निं के॒शी वि॒षं के॒शी बि॑भर्ति॒ रोद॑सी ।

के॒शी विश्वं॒ स्व॑र्दृ॒शे के॒शीदं ज्योति॑रुच्यते ॥१॥

मुन॑यो॒ वात॑रशनाः पि॒शङ्गा॑ वसते॒ मला॑ ।

वात॒स्यानु॒ ध्राजिं॑ यन्ति॒ यद्दे॒वासो॒ अवि॑क्षत ॥२॥

उन्म॑दिता॒ मौने॑येन॒ वाताँ॒ आ त॑स्थिमा व॒यम् ।

शरी॒रेद॒स्माकं॑ यू॒यं मर्ता॑सो अ॒भि प॑श्यथ ॥३॥

अ॒न्तरि॑क्षेण पतति॒ विश्वा॑ रू॒पाव॒चाक॑शत् ।

मुनि॑र्दे॒वस्य॑देवस्य॒ सौकृ॑त्याय॒ सखा॑ हि॒तः ॥४॥

वात॒स्याश्वो॑ वा॒योः सखाथो॑ दे॒वेषि॑तो॒ मुनिः॑ ।

उ॒भौ स॑मु॒द्रावा क्षे॑ति॒ यश्च॒ पूर्व॑ उ॒ताप॑रः ॥५॥

अ॒प्स॒रसां॑ गन्ध॒र्वाणां॑ मृ॒गाणां॒ चर॑णे॒ चर॑न् ।

के॒शी केत॑स्य वि॒द्वान्सखा॑ स्वा॒दुर्म॒दिन्त॑मः ॥६॥

वा॒युर॑स्मा॒ उपा॑मन्थत्पि॒नष्टि॑ स्मा कुनन्न॒मा ।

के॒शी वि॒षस्य॒ पात्रे॑ण॒ यद्रु॒द्रेणापि॑बत्स॒ह ॥७॥